# Attentati di Sharm el-Sheikh del 23 luglio 2005
Gli attentati di Sharm el-Sheikh del 23 luglio 2005 furono una serie di attacchi terroristici suicidi avvenuti presso la città turistica di Sharm el-Sheikh, localizzata nell'estremità meridionale della penisola del Sinai, in Egitto.
Il più sanguinoso attacco prima di quello di Sharm fu il massacro di Luxor del 1997 in cui perirono 58 turisti stranieri e 4 egiziani.
Nell'ottobre del 2004, l'attentato di Taba uccise 34 persone a Taba, sempre nel Sinai. Nell'aprile del 2005, Il Cairo fu colpita da ulteriori attacchi terroristici in cui vennero uccisi tre turisti stranieri.
A differenza degli attacchi dell'ottobre del 2004, questo attentato non appare indirizzato in maniera particolare verso Israele, per il quale comunque Sharm è una destinazione abbastanza frequente. Viene comunque riportato tra le vittime anche un arabo israeliano.

## Cronologia dell'attentato
L'attacco ha avuto luogo durante la notte, in un orario in cui la maggior parte dei turisti è ancora nei locali, ristoranti o bar. La prima bomba è esplosa alle 01:15 ora locale (22:15 UTC) nel "Mercato Vecchio" di Sharm; poco dopo, un'altra esplosione ha colpito l'hotel Ghazala Gardens, un hotel 4 stelle nell'area di Naama Bay, un agglomerato di alberghi di fronte alla spiaggia a circa 6 km dal centro della città. Le esplosioni sono state molto potenti e sono state avvertite anche a molti chilometri di distanza.
Dopo gli attentati, l'affluenza dei turisti italiani a Sharm el-Sheikh si è praticamente azzerata per più di due mesi.
A meno di un anno di distanza, il 26 aprile 2006, un nuovo attacco terroristico nella vicina Dahab ha causato la morte di 18 persone (6 turisti occidentali e 12 egiziani).

## Siti d'esplosione
Mustafa Afini, governatore del Sinai del Sud, descrive tre diverse esplosioni.
Sebbene le prime notizie parlavano di ben sette esplosioni, sembra maggiormente accreditata l'ipotesi di tre sole esplosioni:
- La prima in prossimità del bazar (il "Mercato Vecchio") di Sharm el Sheikh.
- Hotel Ghazala Gardens, Naama Bay: un terrorista lancia la sua autobomba contro l'ingresso dell'hotel.
- Stazione dei taxi, Naama Bay: una bomba in una valigia esplode nella stazione dei taxi in prossimità dell'Ocean Bay hotel.

## Vittime
Il numero delle vittime è stato di una novantina secondo alcune fonti, mentre altri parlano di circa sessanta vittime; oltre 150 i feriti a causa di esplosioni prodotte molto probabilmente da tre autobombe, rendendo l'attacco l'azione terrorista con più vittime nella storia del Paese. L'assalto è coinciso con la ricorrenza del Giorno della rivoluzione che commemora lo spodestamento di re Fārūq da parte di Nasser nel 1952. Il giorno dopo gli attacchi il numero dei morti è cresciuto a 90 persone.
| Nazionalità           | Morti |
| --------------------- | ----- |
| Egitto                | 57    |
| Regno Unito           | 11    |
| Italia                | 6     |
| Turchia               | 4     |
| Germania              | 2     |
| Repubblica Ceca       | 1     |
| Francia               | 1     |
| Spagna                | 1     |
| Paesi Bassi           | 1     |
| Stati Uniti d'America | 1     |
| Kuwait                | 1     |
| Israele               | 1     |
| Qatar                 | 1     |
| Totale                | 88    |

## Le rivendicazioni
Un gruppo chiamato Brigate ‘Abd Allah ‘Azzam (che fanno riferimento all'ideologo militante islamico ʿAbd Allāh al-ʿAzzām) è stato il primo a rivendicare la responsabilità degli attacchi. Su un sito internet, il gruppo ha dichiarato che "dei santi guerrieri hanno colpito l'Hotel Ghazala Gardens e il Mercato Vecchio a Sharm el-Sheikh" e la rivendicazione lega il gruppo ad al Qaida. Non è stato possibile verificare la veridicità della dichiarazione.
Altre rivendicazioni sono state fatte successivamente da altri due gruppi: il Gruppo Tawhid e Jihad in Egitto e i Sacri guerrieri egiziani.